# Thynnaros

Münze mit Isis auf dem Revers

Münze mit Eule auf dem Revers

Thynnaros (altgriechisch Θύνναρος Thýnnaros) ist in der griechischen Mythologie der Gründungsheros der phrygischen Stadt Synnada, dessen Name sich nur auf Münzen erhalten hat. In literarischen Zeugnissen ist er nicht überliefert.
Thynnaros ist auf zwei Münzen durch die Legende ΘΥΝΝΑΡΟΣ zu identifizieren, eine dritte ihm zugeordnete Münze weist keine Beischrift auf und ist wahrscheinlicher Herakles zuzuordnen. Alle drei Münzen stammen aus der Zeit zwischen dem 1. und 3. nachchristlichen Jahrhundert und sind quasi-autonome Prägungen, also Prägungen von geringem Wert, da sie weder durch das Münzbild noch durch die Legende auf den römischen Kaiser verweisen. Dargestellt wird er mit langem Haupt- und Barthaar, auf einer der Münzen trägt er eine Taenia. Revers ist bei einer der Münzen die Göttin Isis abgebildet, bei der anderen eine auf einer Amphore sitzende Eule.
Neben Thynnaros finden sich auch Abbildungen von Akamas auf Münzen aus Synnada, der Typ beider Darstellungen weist auf Gründungsheroen hin. Da sich andere Poleis im Mythos ebenfalls auf zwei Gründer zurückführten, besteht darin jedoch kein Widerspruch. In Synnada wurde eine Inschrift gefunden, in der von Thynaridai die Rede ist, ob es sich dabei um einen Hinweis auf einen Kult des Thynnaros handelt, ist unklar. In der Annahme einer Kultgemeinschaft dieses Namens wurde Thynnaros auch als Gottheit gedeutet.